# Filipe da Sicília
Filipe (n. 1255/1256 - m. 1277) foi um nobre francês do século XIII membro da casa de Anjou. Era o segundo filho do rei da Sicília Carlos de Anjou com sua esposa de Beatriz da Provença. Ele nasceu antes de seu pai tornar-se rei na Sicília em 1266.

## Vida
Filipe aparece pela primeira vez em 1267, quando seu pai Carlos peticionou ao papa Clemente IV para nomeá-lo rei da Sardenha, uma vez que o papa reclamou suserania sobre a ilha. A filha neste período estava dividida em quatro judicaturas, e foi sítio de inúmeras rivalidades: entre as cidades-estado de Gênova e Pisa, entre os Guelfos e Gibelinos (as fações pró-papal e pró-imperial na política italiana) e entre as casas reais de Aragão e Anjou. A Judicatura de Lugudoro (ou Torres) esteve sob domínio genovês desde a morte do último juiz, Adelásia, em 1259. Seu marido, Enzio, que havia sido nomeado rei de toda a Sardenha pelo sacro imperador romano-germânico Frederico II, estava em cativeiro.
Em 11 de agosto de 1268, em Sassari, sem aprovação papal, o partido guelfo elegeu Filipe como rei da Sardenha. Os sardos imediatamente enviaram um emissário para Roma para persuadir o papa para confirmar a eleição. Apesar do fato de Gênova e o rei Carlos terem simpatias pró-guelfa e pró-papal, Clemente recusou-se a aprovar Filipe. Carlos logo teria uma ruptura com seus aliados genoveses, e a eleição de Filipe não foi reconhecida pelo rei Jaime I de Aragão ou seu filho Jaime II de Maiorca, que havia sido colocado como candidato rival para o trono sardenho. Filipe nunca visitou a Sardenha. A ilha, no entanto, produziu prata para os cofres de Carlos após 1270, com o qual ele cunhou algumas moedas.
Consoante ao Tratado de Viterbo de 24 de maio de 1267, Carlos arranjou para Filipe casamento com Isabel, filha e herdeira do príncipe da Acaia Guilherme II. Segundo tratado, Filipe tornou-se herdeiro de Guilherme no evento do príncipe falecer sem herdeiro varão, mas caso Filipe morresse sem descendência, a herança seria revertida para Carlos ou o herdeiro de Carlos. Em junho de 1270, os representantes de Carlos trocaram juramentos e ratificações com Guilherme concernentes ao casamento. A cerimônia ocorreu "com grande esplendor" em Trani, no Reino da Sicília, em 28 de maio de 1271. Isabel, que tinha apenas 12 anos, foi viver na corte real siciliana no Castelo do Ovo. Em 1272, Filipe e sue irmão mais velho, o futuro Carlos II, eram cavaleiros pelo pai deles.
Em 1274, o imperador latino Filipe de Courtenay garantiu o Reino de Salonica, inexistente desde 1224, quando foi tomado pelos bizantinos do Despotado do Epiro, para Filipe. O imperador era casado com a irmã de Filipe, Beatriz. Filipe nunca visitou seu reino nominal no norte da Grécia nem usou o título, embora visitou a região da Élida no Principado da Acaia. Ele prometeu unir-se à grande cruzada sendo organizada pelo papa Gregório X antes do pontífice falecer em janeiro de 1276. Em 23 de maio de 1276, o sucessor de Gregório, Inocêncio IV, listou-o entre aqueles que pegariam a cruz numa carte endereçada à corte bizantina.
Segundo o cronista João Villani, Filipe ficou fortemente doente enquanto estava "apertando uma besta" (tendere uno balestro) e dirigiu-se às águas de Pozzuoli. Essa deficiência levou-se a ir para Bari para solicitar a São Nicolau uma cura em sua basílica. Ele morreu, aos 21 anos, entre janeiro e março de 1277, e seus direitos na Acaia passaram para seu pai, que devidamente herdou o principado após a morte de Guilherme em 1278. Ele foi enterrado na Catedral de Trani.